# Агалы III
Агалы III (азерб. Üçüncü Ağalı — Учунджю Агалы) — село в административно-территориальном округе села Агалы I Зангеланского района Азербайджана. Расположено на берегу реки Акера.

## История
В ходе Первой карабахской войны в 1993 году село было занято армянскими вооружёнными силами, и до октября 2020 года находилось под контролем непризнанной НКР. 28 октября 2020 года в ходе вооружённого конфликта президент Азербайджана объявил об освобождении села Учунджи Агалы вооружёнными силами Азербайджана.
В селе Агалы III до занятия армянскими вооружёнными силами проживала 161 семья (675 чел.).

### Возвращение населения
В феврале 2021 года президент Азербайджана посетил территорию сёл Агалы I, Агалы II и Агалы III, и объявил, что в ближайшие месяцы начнётся восстановление этих сёл. Эти сёла должны будут стать первыми восстановленными населёнными пунктами в Карабахе. В июле 2022 года началось переселение первой группы жителей. 19 июля 40 семей вернулось в родное село.